# فتحي قورة
فتحي محمد قورة (19 نوفمبر 1919 - 18 أغسطس 1977) هو كاتب أغاني وشاعر غنائي مصري.

## حياته ونشأته
ولد فتحي قورة في قرية العلاقمة في مركز ههيا بمحافظة الشرقية، وخلال فترة حياته القصيرة حيث توفي في الثامنة والخمسين، استطاع أن يملأ العالم فناً، كما استطاع وضع علامات فارقة في حياة المطربين الذين عمل معهم، خاصةً بعد قيامهم بغناء كلماته، التي كانت سببا في شهرتهم بعد ذلك

## مسيرته
اشتهر فتحي قورة بتأليف الأغاني ذات الطابع المرح، ولأن الملحن منير مراد كان ممن عشقوا هذا اللون من الغناء، لذلك كونا ثنائياً التقيا مع كثير من المطربين وكان من أغزر مؤلفي وناظمي الاغاني في الوسط الفني.  
فتحي قورة ظهر في الإذاعة المصرية مرتين فقط إحداهما كانت مع الراحل وجدي الحكيم، واشتهر بخفة ظله، وأسلوبه الساخر، الذي ربما كان أحد أسباب ابتعاد الكثيرين عنه، وسبباً أيضاً في قلة ظهوره إعلامياً، حيث ظهر مرتين فقط في الإذاعة.
كان يذهب لاستوديو المنتجة آسيا داغر، في بداية محاولاته دخول عالم الفن، لعرض أعماله الفنية والغنائية عليها ولكنها لم تستمع اليه وناولته ذات مرة عشرة قروش على أمل الإتصال به، ثم تعاونت معه فيما بعد في الأغنيات والأعمال السينمائية. وكان «نور الدين والبحارة الثلاثة (فيلم)» هو بداية الشاعر فتحي قورة الفنية، حيث تم طرحه في عام 1944، و«المغني المجهول (فيلم)»، الذي تم عرضه في عام 1946،لينطلق بعدها مشواره الفني في تقديم العديد من الأغاني، حيث امتلأت مسيرته الفنية بما يقرب من 2000 أغنية لولا أنه فقد بصره وظل كفيفا أكثر من 14 عام.
وبعد ثورة يوليو 1952، كتب قورة أغنية «يا سيدي أمرك»، لعبد الحليم حافظ،في عام 1955، وكان أهم ما يميز هذه الأغنية هو التبشير بعهد جديد، كما كتب أغنية عن الجيش المصري تحمل اسم «يا رايح صحراء سيناء»، والتي غنتها ليلى مراد، كما قدم بعد انتصار حرب أكتوبر عدة أغنيات، مثل: أغنية «ضربة معلم»، لشادية، و«إيد لوحدها متصقفش» لشريفة فاضل

## مرضه ووفاته
أُصيب قورة بمرض، ما جعل أم كلثوم تتعاون مع محمد عبدالوهاب، للمطالبة بمعالجته على نفقة الدولة، ولكن بعد فوات الأوان، حيث فقد بصره، والتي جاءت بنتيجة سلبية عليه، حيث ساءت حالته النفسية وتوفى يوم 18 من شهر أغسطس عام 1977 عن عمر ناهز 58 سنة

## أعماله
- محمد فوزي: "مال القمر ماله"، وهي من أشهر أغاني محمد فوزي، و"تعب الهوى قلبي"
- فريد الأطرش: "قلبي ومفتاحه"، و"اتقل..اتقل"، و"دقوا المزاهر"، و"علشان ماليش غيرك"، و"مش كفايه"، و"ياسلام على حبي وحبك"
- شادية: "حبينا بعضنا"، و"تعالي أقولّك" (مع عبد الحليم حافظ)
- عبد الحليم حافظ: "بكره وبعده"، و"ليه تحسب الأيام"، و"يا سيدي أمرك"، و"أنا أهواك"، إضافة إلى أغنية النجاح الشهيرة "وحياة قلبي وأفراحه"
- عبد الحليم حافظ - اسعى ياعبد وانا اسعى معاك (الحان كمال الطويل) خلال أحداث فيلم "المال والبنون" 1954 [5](ظهر صوت عبد الحليم فقط)[6]
- إسماعيل ياسين: أغاني فيلم صاحبة العصمة، ومنها "الفقر جميل"[7]
- اسماعيل يس ونجاح سلام - انتي فين ياختي (ألحان عبد العزيز محمود)[8][9]
- اسماعيل يس - شرفتونا وانستونا (ألحان عزت الجاهلي)[10][11]
- اسماعيل يس ومحمد فوزى - ماكنش يومك (ألحان محمد فوزي) من فيلم "حب وجنون".
- اسماعيل يس ومحمد فوزى - هيلا هوب (ألحان محمد فوزي)
- اسماعيل يس و شاديه - ياللي زرعتك بايديه (ألحان أحمد صبرة) من فيلم بيت النتاش.
- فايزة أحمد: أغاني فيلم المليونير الفقير، ومنها أغنية "يا حلاوتك يا جمالك"[12][13]
- محمود شكوكو: حباً جما[14][15]
- أحلام - اوعدنا يارب (ألحان عبد العظيم محمد)[1][16]
- برلنتي حسن - طول عمرى وانا بنت ذوات[17][18]